# Heinz Maier (Leichtathlet)
Heinz Maier (* 28. März 1954 in Simbach am Inn) ist ein ehemaliger deutscher Leichtathlet, der in den 1970er und 1980er Jahren zu den besten deutschen Mittelstreckenläufern gehörte.
Sein größter Erfolg war der dritte Platz bei den Deutschen Meisterschaften 1977 in Hamburg über 800 Meter, hinter Willi Wülbeck (SG Osterfeld) und Bernd Toepfer (LG Frankfurt).
Weitere Platzierungen bei Deutschen Meisterschaften waren u. a. 1976 Platz 6 über 800 Meter in Frankfurt/Main und 1978 Platz 6 über 1500 Meter in Köln.
Heinz Maier stand von 1977 bis 1979 dreimal in der deutschen Nationalmannschaft.
Seine niederbayerischen Rekorde über 800 Meter (1:47,9 min am 7. August 1977 in Hamburg), 1000 Meter (2:22,4 min am 13. August 1977 in Kil (Schweden)) und 1500 Meter (3:41,1 min am 31. Mai 1978 in München) sind bis heute ungebrochen.
Er startete für den TSV Simbach und ab Mitte der 1970er-Jahre für den TV Eggenfelden. Maier lebt in Mühldorf am Inn.

## Weitere Bestleistungen
- 400 m: 48,8 s am 15. September 1974 in Augsburg
- 4 × 400 m: 3:17,8 min am 11. September 1976 (Mylius, Maier, Bachmeier, Brunhuber)
- 3000 m: 8:16,0 min am 11. September 1978 in Nathania/Israel